# Protestantyzm w Izraelu

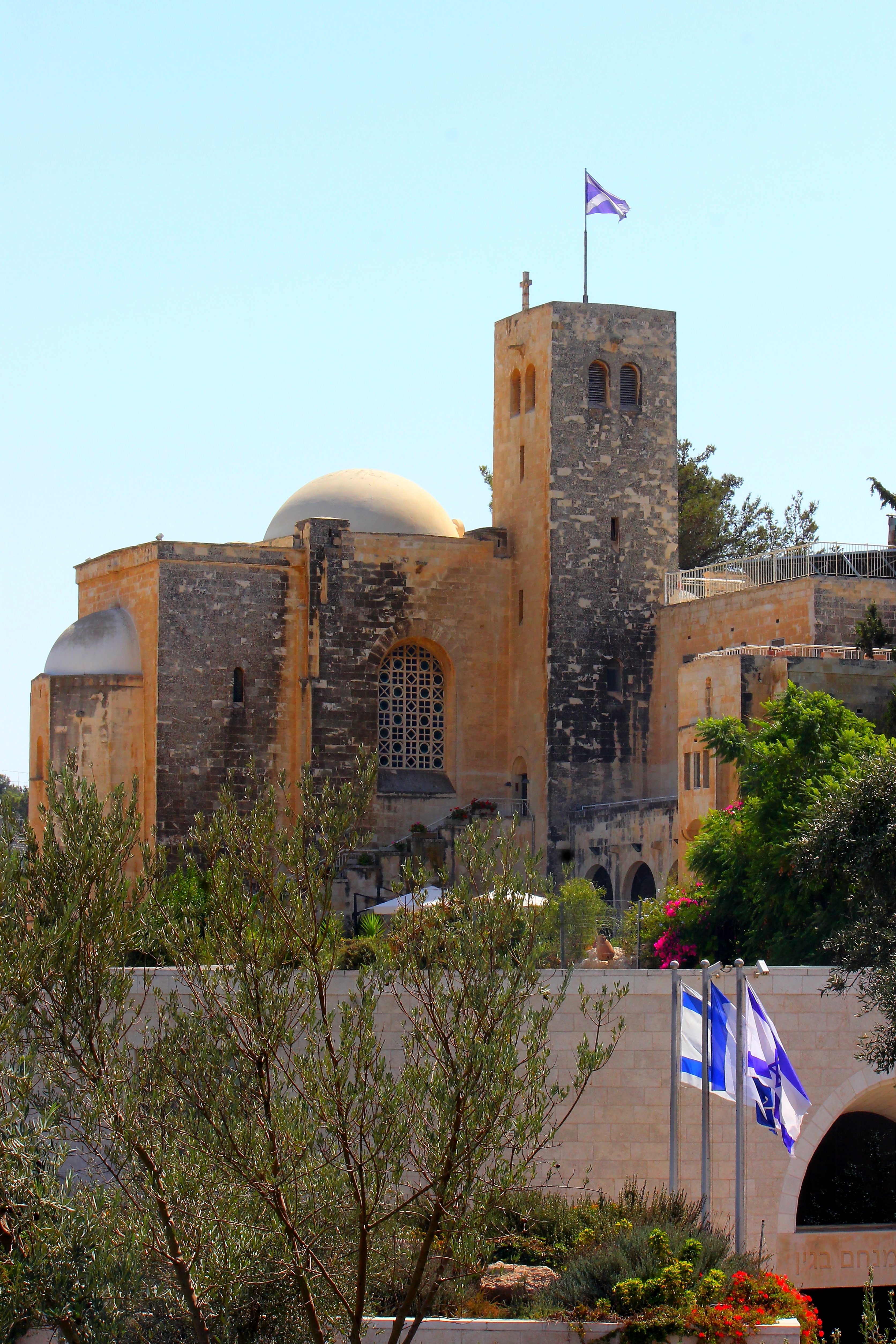
Kościół ewangelicki Św. Andrzeja w Jerozolimie.

Protestantyzm w Izraelu – reprezentowany jest przez ok. 30 tys. mieszkańców tego kraju, co stanowi 0,4% społeczeństwa.

## Historia
Początki protestantyzmu w Izraelu sięgają pierwszej połowy XIX wieku. W 1841 roku została założona diecezja anglikańska, w tym samym roku przybyli luteranie.

## Sytuacja w XXI wieku
Największe wspólnoty protestanckie stanowią: baptyści (6000 wiernych), zielonoświątkowcy (3080 wiernych), anglikanie (2000 wiernych) i adwentyści dnia siódmego (1200 wiernych).
Baptyzm w Izraelu reprezentowany jest przez dwie denominacje: Stowarzyszenie Chrześcijan Baptystów (3000 wiernych) i Konwencję Baptystyczną Izraela (3000 wiernych). Wśród denominacji zielonoświątkowych największą są Zbory Boże (1500 wiernych). W sumie na 2010 rok w Izraelu działało 44 denominacje protestanckie i 25 niezależnych denominacji powiązanych z protestantyzmem.